# Ямуговский сельский округ
Ямуговский сельский округ — упразднённая административно-территориальная единица, существовавшая на территории Клинского района Московской области в 1994—2006 годах.
Ямуговский сельсовет был образован в первые годы советской власти. По данным 1923 года он входил в состав Давыдковской волости Клинского уезда Московской губернии.
В 1926 году Ямуговский с/с включал деревню Ямуга, а также хутор, 2 будки, мельницу и ночлежку.
В 1929 году Ямуговский с/с был отнесён к Клинскому району Московского округа Московской области.
17 июля 1939 года Ямуговский с/с был упразднён, а его территория (селение Ямуга) была передана в Маланьинский с/с.
27 января 1966 года Ямуговский с/с был восстановлен в составе Клинского района. В его состав вошли селения Бирево, Борисово, Ильино, Папивино, Полуханово, Селевино, Троица, Ямуга и посёлок Ямуга упразднённого Маланьинского с/с.
3 февраля 1994 года Ямуговский с/с был преобразован в Ямуговский сельский округ.
В ходе муниципальной реформы 2004—2005 годов Ямуговский сельский округ прекратил своё существование как муниципальная единица. При этом его населённые пункты были переданы в городское поселение Клин.
29 ноября 2006 года Ямуговский сельский округ исключён из учётных данных административно-территориальных и территориальных единиц Московской области.